# 6104 Такао
6104 Такао (6104 Takao) — астероїд головного поясу, відкритий 16 квітня 1993 року.
Тіссеранів параметр щодо Юпітера — 3,358.
Названо на честь Такао (яп. たかお(尚生) такао).